# چشمک یخ

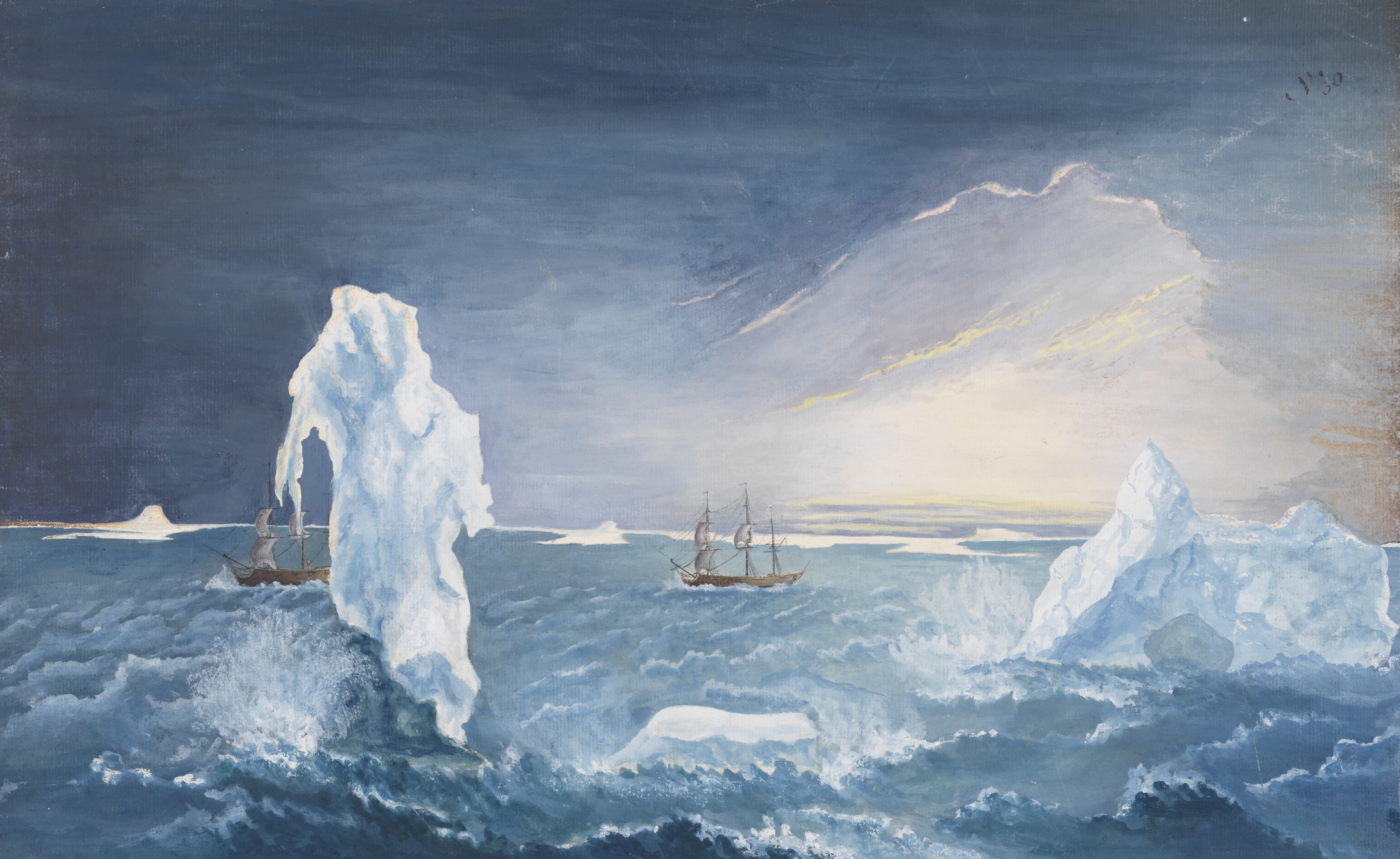
جزایر یخی و چشمک یخ، نقاشی آبرنگ اثر جورج فورستر، ایجاد شده در سال ۱۷۷۳م، در طول سفر دوم جیمز کوک

چشمک یخ (انگلیسی: Iceblink) نور سفید و یا زردی است که در مناطق یخ زده در نزدیکی افق دیده می‌شود. این نور در واقع بازتاب روشنایی توسط لایه یخ و برف است که به سطح زیرین ابرهای کم ارتفاع تابیده و توجه چشم را به خود جلب می‌کند. این پدیده ممکن است تحت شرایطی ظاهر شود که لایه یخ و برف مستقیماً در میدان دید ناظر قرار ندارد.

از آنجایی که چشمک یخ بر فراز دریای آزاد پدیدار نمی‌شود، از وجود این پدیده در مناطق دریایی نیمه یخ زده، در خدمت اهداف ناوبری بهره‌برداری می‌شود.

چشمک یخ، اصطلاحاً آسمان یخ نیز نامیده شده و به آسمان تیره بر فراز دریا «آسمان آب» می‌گویند. بومیان اسکیمو از آگاهی خود از این پدیده در جهت‌یابی بهره می‌برند. کاوشگران غیر بومی نیز در پی اکتشاف گذرگاه شمال غربی از وجود همین پدیده سود بردند.